# Edmund Michael
Edmund August Michael (* 30. Juli 1849 Oberfriedersdorf (Lausitz); † 23. Oktober 1920 in Auerbach/Vogtl.) war ein deutscher Lehrer und Pilzsachverständiger im Königreich Sachsen.

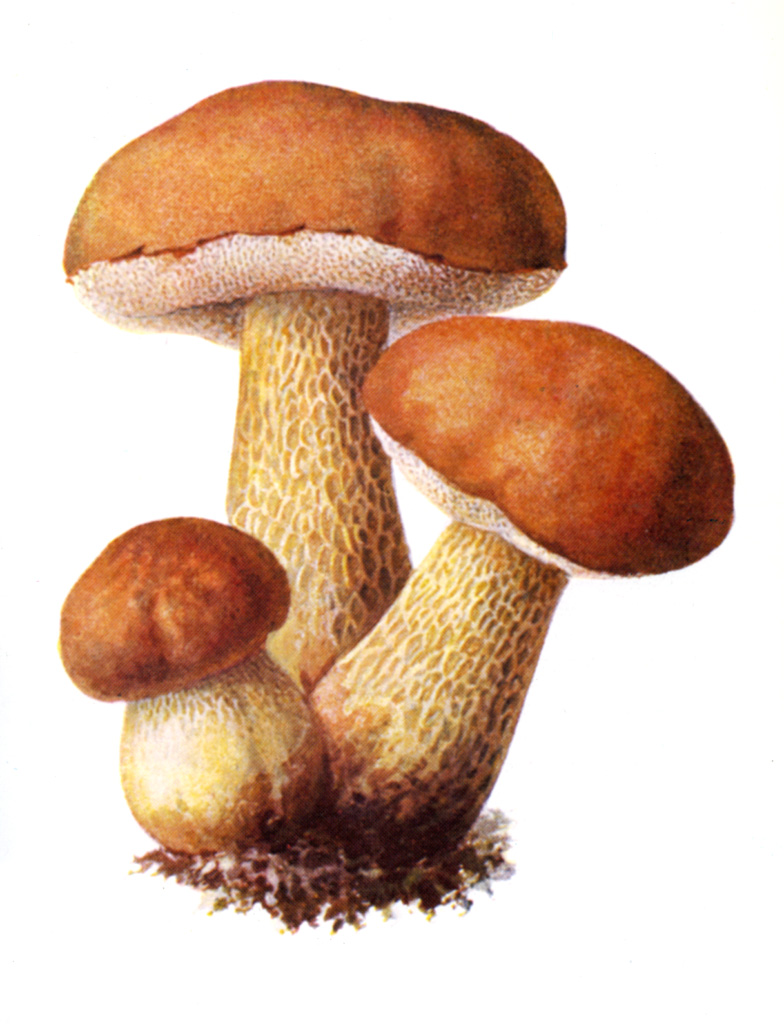
Bild aus dem Führer für Pilzfreunde 1897

## Leben
Edmund Michael war Oberlehrer an der Landwirtschaftsschule zu Auerbach. Im 1895 erschien erstmals sein Führer für Pilzfreunde mit Abbildungen des Kunstmalers Albin Schmalfuß aus Leipzig, der bis zu seinem Tod in 6. Auflagen und drei Bänden erschien und ihn als Pilzvater bekannt machte.

## Auszeichnungen
- Russland: Goldene Medaille

## Werke
- Führer für Pilzfreunde. Die am häufigsten vorkommenden essbaren, verdächtigen und giftigen Pilze. 
  - 2. Auflage, Förster & Borries, Zwickau 1896 doi:10.5962/bhl.title.1635
  - 3. Auflage, Förster & Borries, Zwickau 1898 doi:10.5962/bhl.title.3898
  - 3. Auflage, Förster & Borries, Zwickau 1901–1905 doi:10.5962/bhl.title.3896